# Четвуд, Филипп
Филип Уолхаус Четвуд, 1-й барон Четвуд (англ. Philip Walhouse Chetwode, 1st Baron Chetwode, 7th Baronet of Oakley; 21 сентября 1869 — 6 июля 1950) — британский военачальник, фельдмаршал (1933).

## Биография
Из старинного аристократического рода. Отец его носил титул баронета, после его смерти в 1905 году Четвуд наследовал его и сам стал баронетом. Окончил привилегированный Итонский колледж, после окончания которого записался в милиционные войска. Служил в Оксфордширской и Бекингемширской лёгкой пехоте.

## Начало военной службы
В 1889 году добился перевода в регулярную армию и был зачислен в 19-й гусарский полк. В 1892—1893 годах воевал в Бирме в составе очередной колониальной экспедиции, направленной для подавления национально-освободительного движения. В 1899—1901 годах участвовал в второй англо-бурской войне, отличился в трёхмесячной обороне Ледисмита от бурских войск. Награждён орденом.
Сразу после присвоения офицерского чина направлен в Британскую Индию, с 1889 года служил в Алдершотском военном лагере в метрополии, с 1895 года — в береговой артиллерии на Мальте, с 1897 года — в Портсмуте. Окончил Штабной колледж в Кемберли в 1899 году.

## Предвоенное время
Продолжал службу в своём полку. В 1906 году назначен помощником военного секретаря. В 1908 году назначен командиром 19-го гусарского полка, в котором прошёл всю предыдущую службу. С 1912 года командовал одной из первых британских автомобильных частей — моторизованной бригадой в Лондоне.

## Первая мировая война
С началом Первой мировой войны назначен командиром 5-й кавалерийской бригады, переброшен во Францию и воевал в составе британских экспедиционных сил. Участник битвы на Марне, битвы на Эне, второй битвы при Ипре.
В 1915 году назначен командиром 2-й кавалерийской дивизии, которая была переброшена в Египет. С этого времени до конца войны воевал на Ближневосточном театре войны. Участвовал в основных операциях против турецких войск на Палестинском фронте: в трёх сражениях при Газе, Иерусалимской операции и в сражении при Мегиддо. В 1916 году командовал пустынным конным корпусом, с 1917 года — 20-м армейским корпусом.

## Послевоенное время
После войны переведён в метрополию и в 1919 году стал военным секретарём Военного министерства Великобритании. С 1920 года — помощник начальника Имперского Генерального штаба. В 1922—1927 годах — генерал-адъютант Военного министерства. С 1923 года — главнокомандующий войсками крупнейшего в Великобритании Алдершотского военного лагеря. В 1926 году получил чин генерала.
С 1927 года был генерал-адъютантом короля Георга V (по 1931 год). В октябре 1928 года переведён в Британскую Индию и назначен начальником Генерального штаба Индийской армии. С ноября 1930 года — Главнокомандующий в Британской Индии. В 1933 года произведён в чин фельдмаршала. Проводил реорганизацию Индийской армии. В 1932 году по его инициативе была основана Академия Индийской армии, которая после обретения Индией независимости стала национальной Военной академией Генерального штаба. В память о её создателе здание академии именуется «домом Четвуда», на стене в холле академии высечена его цитата о предназначении офицера в армии.

## В отставке
В ноябре 1935 года вышел в отставку. С 1943 по 1948 год был констеблем Лондонского Тауэра. Занимал множество почётных постов и должностей, в частности был Президентом Британского Королевского географического общества. В 1945 году был удостоен титула барона Четвуд.

## Награды

### Британские награды
- Рыцарь Большого Креста ордена Бани (GCB, 1929)
- Кавалер Ордена Заслуг (ОМ, 1936)
- Рыцарь Великий командор ордена Звезды Индии (GCSI, 1930)
- Командор ордена Святого Михаила и Святого Георгия (KCMG, 1917)
- Рыцарь-командор ордена Бани (КСВ, 1918)
- Кавалер ордена «За выдающиеся заслуги» (DSO, 1900)

### Иностранные награды
- Кавалер Военного Креста 1914—1918 (Франция)
- Кавалер Знака на большой ленте ордена Нила (Египет)
- Орден «За воинскую доблесть» V степени (Польша, 15.02.1942)
- Кавалер ордена Священного сокровища (Япония)